# Salto (Brazília)
Salto város Brazíliában, São Paulo államban. Lakosainak száma 134 319 fő (2022). Salto Indaiatuba, Itu és Elias Fausto községekkel határos.

## Népesség
A település népességének változása:
| Lakosok száma | 93 159 | 105 516 | 114 171 | 119 736 | 120 779 | 134 319 |
|               | 2000   | 2010    | 2015    | 2020    | 2021    | 2022    |